# Otto von Gierke

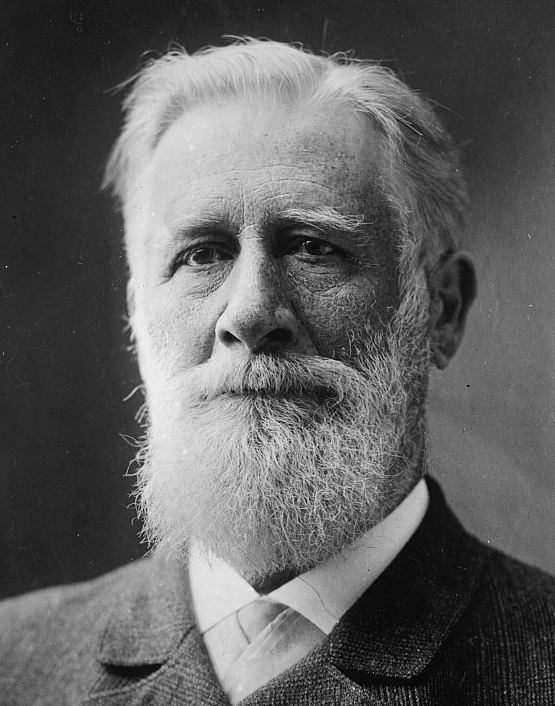
Otto von Gierke

Otto Friedrich Gierke, ab 1911 von Gierke (* 11. Januar 1841 in Stettin; † 10. Oktober 1921 in Berlin), war ein deutscher Rechtswissenschaftler und Rechtshistoriker. Er gilt als bedeutender Vertreter des germanistischen Flügels der Historischen Rechtsschule und scharfer Kritiker des Ersten Entwurfs bei den Entstehungsarbeiten zum Bürgerlichen Gesetzbuch.

## Familie
Geboren wurde Otto Gierke als ältestes von fünf Geschwistern. Seine Eltern – Julius, Appellationsgerichtsrat in Bromberg und Therese Gierke geb. Zitelmann – starben 1855 an Cholera. Die verwaisten Kinder wurden von Stettiner Verwandten aufgenommen.
Gierke heiratete 1873 Marie Cäcilie Elise Löning, Tochter des Verlegers Karl Friedrich Loening. Die älteste Tochter Anna von Gierke gilt als Mitbegründerin der modernen Sozialpädagogik. Der Sohn Edgar von Gierke war Pathologe. Der Sohn Julius von Gierke folgte dem Vater als Rechtshistoriker. Die Tochter Hildegard von Gierke engagierte sich ebenfalls in der Sozialpädagogik. Tochter Desi (1878–1966) heiratete den Marineoffizier Wolfgang Wegener.
1911 wurde Gierke von Wilhelm II. nobilitiert. Sein jüngerer Bruder Walter von Gierke (1854–1925) und dessen Nachfahren, u. a. der vom NS-Regime ermordete Hans von Gierke (1895–1939), wurde 1910 geadelt.

## Leben
Otto Gierke studierte ab 1857 Rechtswissenschaft an der Friedrich-Wilhelms-Universität Berlin und der Ruprecht-Karls-Universität Heidelberg. Mit einer Doktorarbeit bei dem bedeutenden Rechtshistoriker Carl Gustav Homeyer promovierte er 1860 zum Dr. iur. Seit 1865 Gerichtsassessor, habilitierte er sich 1867 in Berlin mit einer Schrift zum Genossenschaftsgesetz, die später den ersten Band seines Deutschen Genossenschaftsrechts bilden sollte. Er nahm an den Kriegen gegen Österreich und Frankreich teil, zuletzt als Hauptmann der Landwehr.
Nachdem er einen Ruf der Universität Zürich abgelehnt hatte, wurde er 1871 zunächst außerordentlicher Professor in Berlin. Noch im selben Jahr folgte er dem Ruf der Schlesischen Friedrich-Wilhelms-Universität Breslau. Für das akademische Jahr 1882/83 wurde er zu ihrem Rektor gewählt. In seiner Rektoratsrede am 15. Oktober 1882 befasste er sich mit Naturrecht und Deutschem Recht.
1884 wechselte er an einen Lehrstuhl nach Heidelberg und kam schließlich 1887 an die Berliner Universität zurück. 1902/03 war er auch dort Rektor. Im Oktober 1902 sprach er über das Wesen der menschlichen Verbände. Bei einer Gedächtnisfeier für Friedrich Wilhelm III. (Preußen) im August 1903 setzte er sich mit der Historischen Rechtsschule und den Germanisten auseinander.
1885 gehörte Gierke als einer von mehreren Nichtjuden zu den Mitgliedern der beim Deutsch-Israelitischen Gemeindebund unter der Leitung des Historikers und Diplomatikers Harry Bresslau eingerichteten Historischen Kommission für die Geschichte der Juden in Deutschland. Er war Mitglied der 1896 erstmals zusammentretenden Gründungskommission des Deutschen Rechtswörterbuchs (DRW). Seit 1903 war er korrespondierendes Mitglied der Bayerischen Akademie der Wissenschaften. 1912 wurde er als korrespondierendes Mitglied in die Russische Akademie der Wissenschaften in Sankt Petersburg und 1913 in die British Academy aufgenommen. Er war Mitglied der Burschenschaft Allemannia Heidelberg.

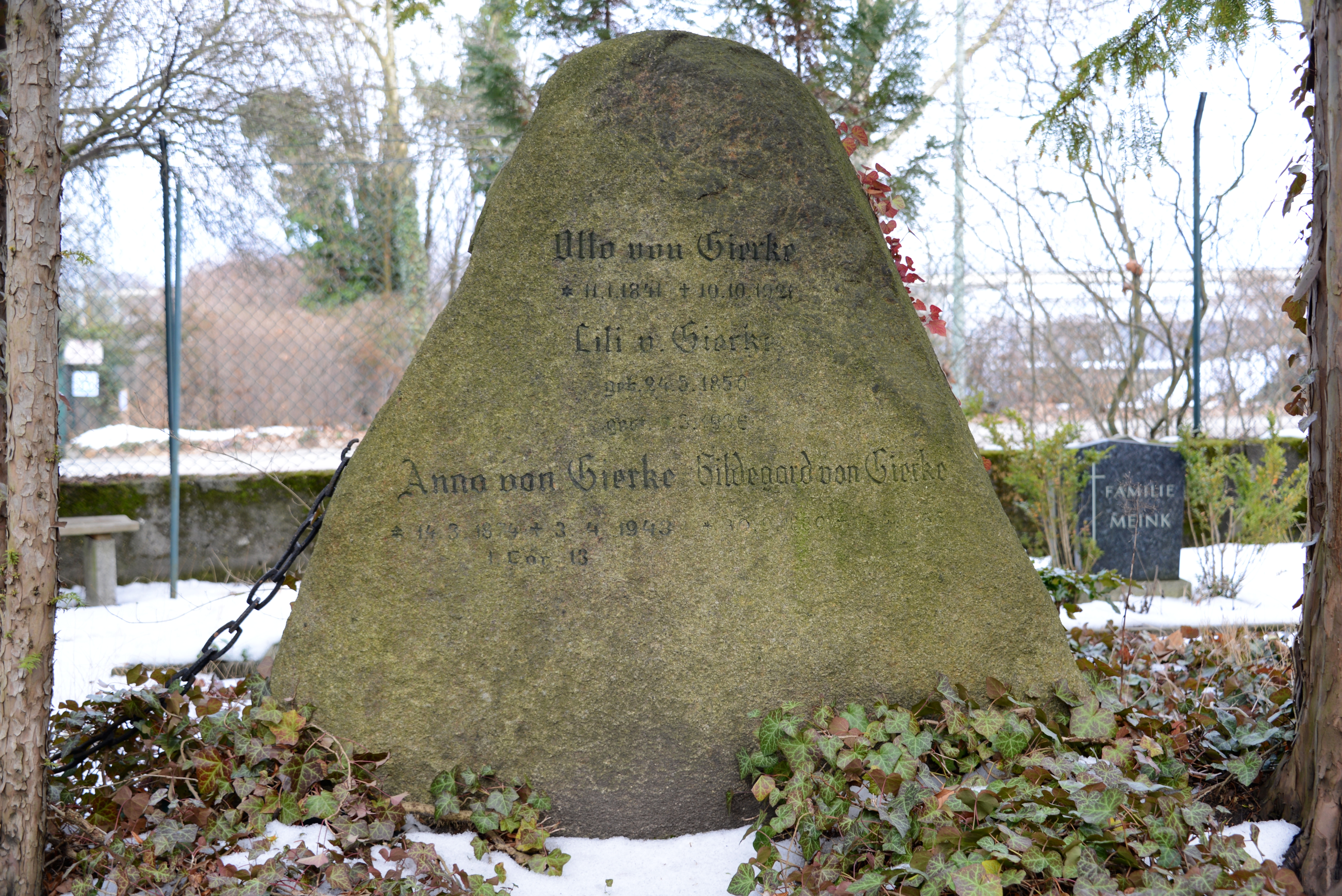
Ehrengrab von Otto von Gierke in Berlin-Westend

Otto von Gierke starb 1921 im Alter von achtzig Jahren in Berlin. Beigesetzt wurde er auf dem Friedhof der Kaiser-Wilhelm-Gedächtniskirche in Charlottenburg-Westend, wo später auch seine Frau Lili und seine Töchter Anna und Hildegard ihre letzte Ruhestätte finden sollten. Auf Beschluss des Berliner Senats sind die Gräber von Otto von Gierke (Nr. AW-3-1c) und von Anna von Gierke (Nr. AW-3-1a) seit 1965 als Ehrengräber des Landes Berlin gewidmet. Die Widmungen wurden zuletzt im Jahr 2016 um die übliche Frist von zwanzig Jahren verlängert.

## Wissenschaft

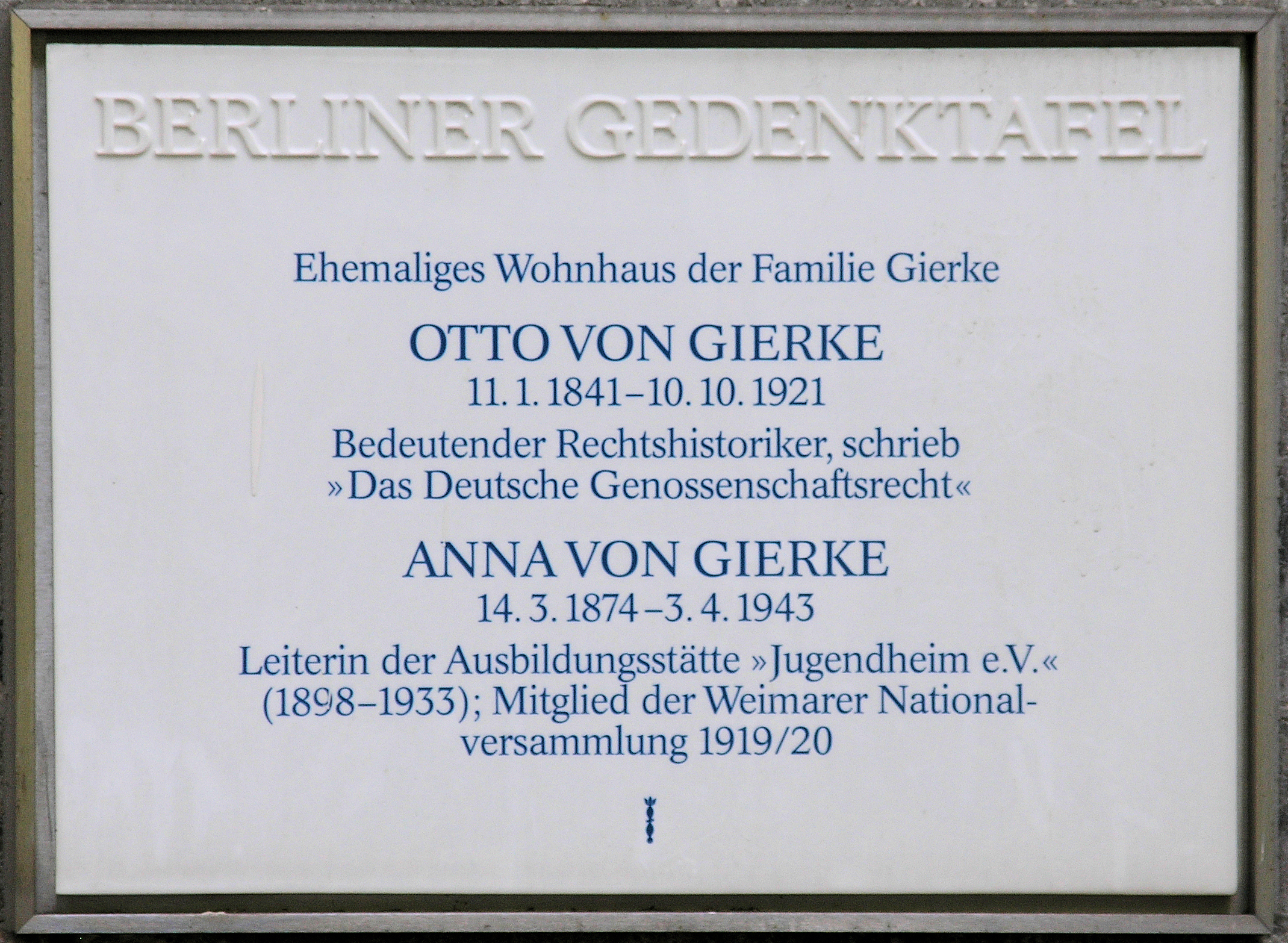
Berliner Gedenktafel in Berlin-Charlottenburg, Carmerstraße 12

### Genossenschaftsrecht
Gierke entwickelte durch historische Analyse eine Konzeption des Genossenschaftsrechts, die bei seinem Lehrer Georg Beseler ihren Ursprung fand. Wegen seiner entscheidenden Beiträge zum Genossenschaftsrecht gilt er als „Vater des Genossenschaftsrechts“. Er schloss sich, wie Beseler, dem germanistischen Zug der Historischen Rechtsschule an. Er rezipierte nicht das römische Recht bei seinen Untersuchungen zum deutschen „Volksgeist“, sondern ließ ihn aus den tradierten germanischen Volksrechten entstehen.
Er unterschied den genossenschaftlichen Verband (Sippe, Familienbund, im Mittelalter dann Körperschaften) von dem herrschaftlichen Verband (Lehensverbänden, später Anstalten, heute Anstalten öffentlichen Rechts, den Staat); die Genossenschaft bezeichne eine auf freier Vereinigung beruhende Körperschaft. Soziologen wie Franz Oppenheimer bezeichneten demzufolge die Genossenschaft als horizontale Sozialbeziehung.
Durch das römische Recht, in dem das Individuum und seine Freiheit im Vordergrund steht, konnte nach der Zeit des Absolutismus die genossenschaftliche soziale Struktur des deutschen Rechts gebrochen werden. Gierke wurde, indem er den Menschen vornehmlich als soziales Wesen verstand (vgl. Aristoteles’ zóon politikón), zu einem frühen Kritiker des Individualismus.

### Theorie von der realen Verbandspersönlichkeit
Auf Gierke geht die sogenannte „Theorie von der realen Verbandspersönlichkeit“ zurück, nach der zivilrechtliche Gesellschaften als eigenständige Rechtssubjekte im Rechtsverkehr auftreten. Damit setzte sich Gierke in Widerspruch zum römisch-rechtlichen Verständnis der societas als einem reinen Vertragsverhältnis, dessen Rechtssubjektivität lediglich fingiert wird, und legte den Grundstein für die weitere Entwicklung des Gesellschaftsrechts und insbesondere der Gesamthandslehre (§§ 705 ff. BGB).
In anderer Hinsicht klingt Gierkes Ansatz noch heute im BGB nach. § 26 Abs. 2, Hs. 2 BGB spricht davon, der Vereinsvorstand habe die „Stellung eines gesetzlichen Vertreters“. Der Gesetzgeber wollte dadurch eine Entscheidung vermeiden zwischen der aus Gierkes Verständnis heraus zwingenden Einsicht, dass Gesellschaften selbst durch Organe handeln (Organtheorie), und der auf das römisch-rechtliche Verständnis insbesondere v. Savignys aufbauenden Ansicht, dass dem Gesellschafterverband lediglich das Handeln der Gesellschafter zugerechnet werde (Vertretertheorie).

## Wirken
Gierke hat die deutschen Rechtswissenschaften durch seine Forschungen geprägt. Gierke gilt als bedeutender Verfechter des deutsch-rechtlichen Eigentumsbegriffs (gegenüber dem römisch-rechtlichen), womit er vor allem die Geschichte des Genossenschaftsrechtes erschloss. Dieser Blick auf das Recht findet sich noch im Grundgesetz („Eigentum verpflichtet“).
Der Begriff des Sozialrechts geht auf Gierke zurück. Er meinte damit allerdings – im Gegensatz zum heutigen Sprachgebrauch – weder das Sozialversicherungsrecht noch das Sozialhilferecht, sondern das Innenrecht der Verbände/Genossenschaften (vgl. lateinisch socius, der „Bundesgenosse“). Gierke wirkte mit seinem sozialkritischen Blick bei der Entstehung des BGB mit. Sehr kritisierte er den Ersten Entwurf, denn ihm erschien er als zu sehr auf den Besitzbürger ausgerichtet. Das BGB war dem Germanisten Gierke zu wenig nach deutscher Prägung, zu kompliziert und zu libertär, insbesondere bei der Betonung der Privatautonomie. Soziale Fragen waren aus seiner Sicht so nicht zu lösen.
Gierke war Anhänger der organischen Staatstheorie, was auch auf seinen Schüler Hugo Preuß abfärbte.

## Sonstiges
Zu Beginn des Ersten Weltkriegs pries Gierke 1914 den Krieg als „göttliches Gnadengeschenk“ für die deutsche Kultur.

## Schriften
- Das deutsche Genossenschaftsrecht. 4 Bände. Berlin 1868, 1873, 1881, 1913 (unvollendet).
- Der Humor im deutschen Recht. Berlin 1871 (Digitalisat).
- Johannes Althusius und die Entwicklung der naturrechtlichen Staatstheorie. Berlin 1880.
- Naturrecht und Deutsches Recht. Frankfurt 1883.
- Die Genossenschaftstheorie und die deutsche Rechtsprechung. Berlin 1887.
- Der Entwurf eines bürgerlichen Gesetzbuchs und das deutsche Recht. Leipzig 1889 (Digitalisat).
- Die soziale Aufgabe des Privatrechts. Vortrag gehalten am 5. April 1889 in der juristischen Gesellschaft zu Wien. Berlin, Julius Springer 1889 (Internet Archive)
- Deutsches Privatrecht. 3 Bände. Leipzig 1895 (Digitalisat).
- Die Steinsche Städteordnung. Berlin 1909.
- Der germanische Staatsgedanke. Berlin 1919.